# 蝶戀花遊覽車翻覆事故
蝶戀花遊覽車翻覆事故，又稱賞櫻團遊覽車、國道5號南港遊覽車等，於2017年2月13日晚上9時許，一輛隸屬於友力通運公司的遊覽車駛經臺北市南港區國道五號南港系統交流道時彎道側翻，造成車上33人喪生，為台灣自1986年臺中谷關遊覽車墜河事故（42死3傷）後，最嚴重的遊覽車事故，亦是迄今中華民國國道交通史上傷亡最慘重的交通事故。由於司機過勞、超速，引起台灣輿論大規模討論旅遊巴士司機的過勞、台灣大客車分體式車體結構安全性的問題。

## 經過
2017年2月13日晚間九點期間，一輛從武陵國家森林遊樂區經由宜蘭返回臺北的遊覽車，在行經蔣渭水高速公路（國道五號）時，準備進入福爾摩沙高速公路（國道三號）往南下方向，在過彎時因超速以及煞車不及而直接衝出護欄、翻落邊坡。根據事發當時後方車輛行車紀錄器顯示，遊覽車在通過彎道時未減速，導致翻落邊坡。
肇事車輛屬於友力通運，出事當天接載蝶戀花旅行社從武陵農場來回程的賞櫻旅行團，當時車上連司機在內共有44人。

## 官方調查
2017年3月，臺灣士林地方法院檢察署的報告指出，康育薫在出隧道時將車速加速至98公里，在撞擊時行車記錄器顯示車速為79公里，顯示駕駛確實有減速，但相較於該路段的40公里限速，仍高出近一倍。
士林地檢署發現駕駛司機康育薰經常連續上班超過10天，甚至有連續24天未休假。事發當天康自早上8點17分駕駛車輛出發，直到晚間8點57分事發，扣除在賞櫻地點停留的3小時至3小時半，實際駕車時間為約9.5小時。
士林地檢署鑑定報告指車輛輪胎尚未磨損至須更換的指示點，且最近三次驗車結果均合格，煞車系統也正常，車身長、寬、高也符合當時法規規定。

## 引起討論台灣旅遊巴業界問題
這次事故引起台灣傳媒大幅報導台灣旅遊巴業界的問題，並採訪眾多旅遊巴司機，討論他們過勞和低薪問題。例如端傳媒專文《死亡遊覽車背後：「我們拿命換錢，客人拿命旅遊」》報導。

## 政府處理
- 時任中華民國交通部部長賀陳旦在事故後針對相關業者提五點檢討措施。並宣布因情節重大，將撤銷友力通運遊覽車營業執照。[9]
- 依交通部觀光局規定，蝶戀花旅行社有幫旅客投保旅遊責任險，罹難者死亡理賠200萬元，受傷者醫療險上限20萬元。[10]
- 交通部觀光局依照《消費者保護法》第36條、38條，將蝶戀花旅行社勒令停業。[11]之後依《發展觀光條例》與《消費者保護法》，廢止蝶戀花旅行社的旅行業營業執照[12]。
- 交通部觀光局局長周永暉與交通部公路總局局長陳彥伯引咎辭職。交通部長賀陳旦說，他不方便解釋周永暉與陳彥伯是「被請辭」還是「自行請辭」，但他「從來不存『責人以保帥』的心態」。[13]請辭事件引發輿論與觀光產業界表達「非戰之罪」，後兩人經慰留均留任。

## 各方反應
- 蝶戀花旅行社董事長周比蒼：「月有陰晴圓缺，人有悲歡離合，但願人長久，千里共嬋娟」、「人為財死，鳥為食亡，自古皆然，懂不懂」、「人都死了，債就爛了」。[14]
- 臺灣鐵路產業工會在臺北車站大廳舉行晚會，哀悼罹難者與公共運輸過勞死勞工[15]。

## 改編
2019年，電視劇《最佳利益》第6集曾改編此案件。
2023年，電視劇《地獄里長》第3-5集曾改編此案件。

## 延伸閱讀
- 死亡遊覽車背後：「我們拿命換錢，客人拿命旅遊」 | 端傳媒 Initium Media（页面存档备份，存于）